# Sitellitergus simiolus
Sitellitergus simiolus là một loài ruồi trong họ Tachinidae.